# Blixen (Adelsgeschlecht)

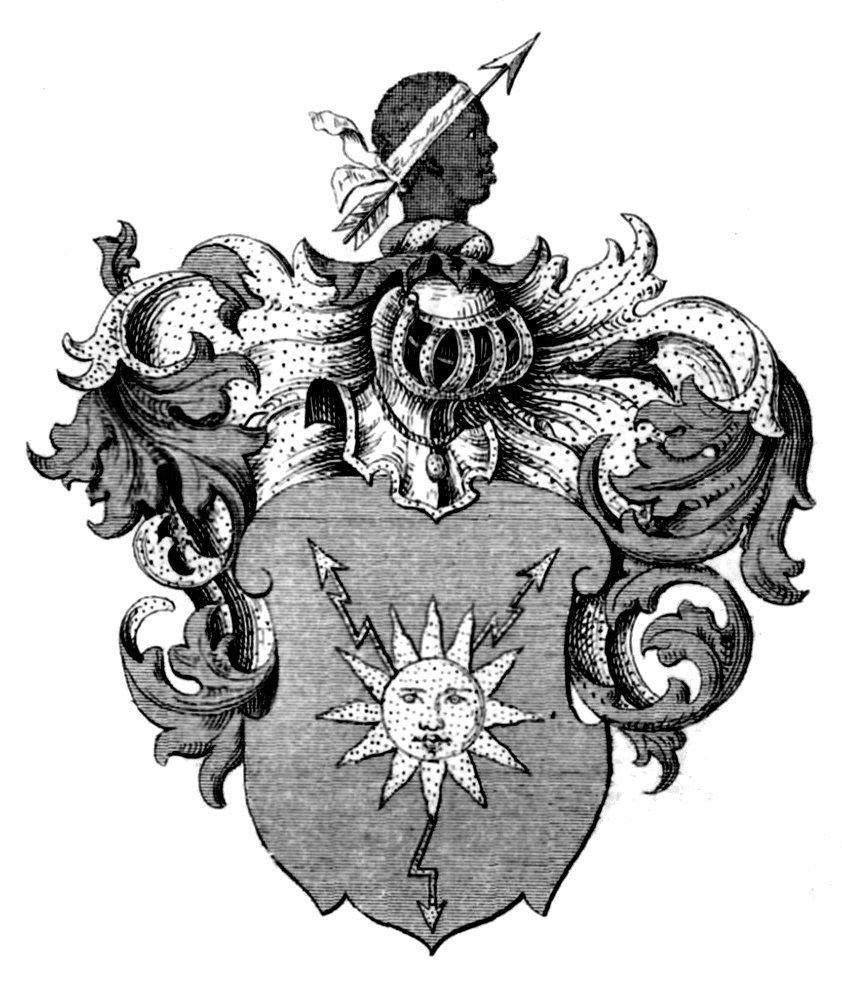
Wappen derer von Blixen

Blixen ist der Name eines seit 1239 in Vorpommern nachweisbaren Adelsgeschlechts, das bis ins 20. Jahrhundert südlich von Greifswald begütert war. 
Die freiherrliche Linie Blixen-Finecke ist seit 1756 in Schweden und seit 1801 in Dänemark begütert. 

## Geschichte
Das Geschlecht erscheint 1239 erstmals urkundlich mit Hinricus Blixino und beginnt traditionell seine Stammreihe mit Clawes Blixen um 1500.
Die wichtigsten Besitzungen in Vorpommern waren Klein Zastrow (von 1305 bis 1848), Sestelin (1284 bis 1848), Jargenow und Negentin.
Friedrich August von Blixen (1663–1731) wurde 1723 in den schwedischen Adel und das Ritterhaus aufgenommen. Seit 1756 in Schweden (Näsbyholm) und seit 1801 in Dänemark (Dallund) begütert, verkaufte der Baron Carl Frederik von Blixen-Finecke die vorpommerschen Güter Klein Zastrow und Sestelin 1848.
Der zweite Zweig, auf Jargenow und Negentin, starb mit Gustav Adolf von Blixen 1852 in der männlichen Linie aus. Die Nachkommen seiner Schwester, verheiratete Franz, besaßen die Güter Alt Negentin und Alt Jargenow noch bis in die erste Hälfte des 20. Jahrhunderts.

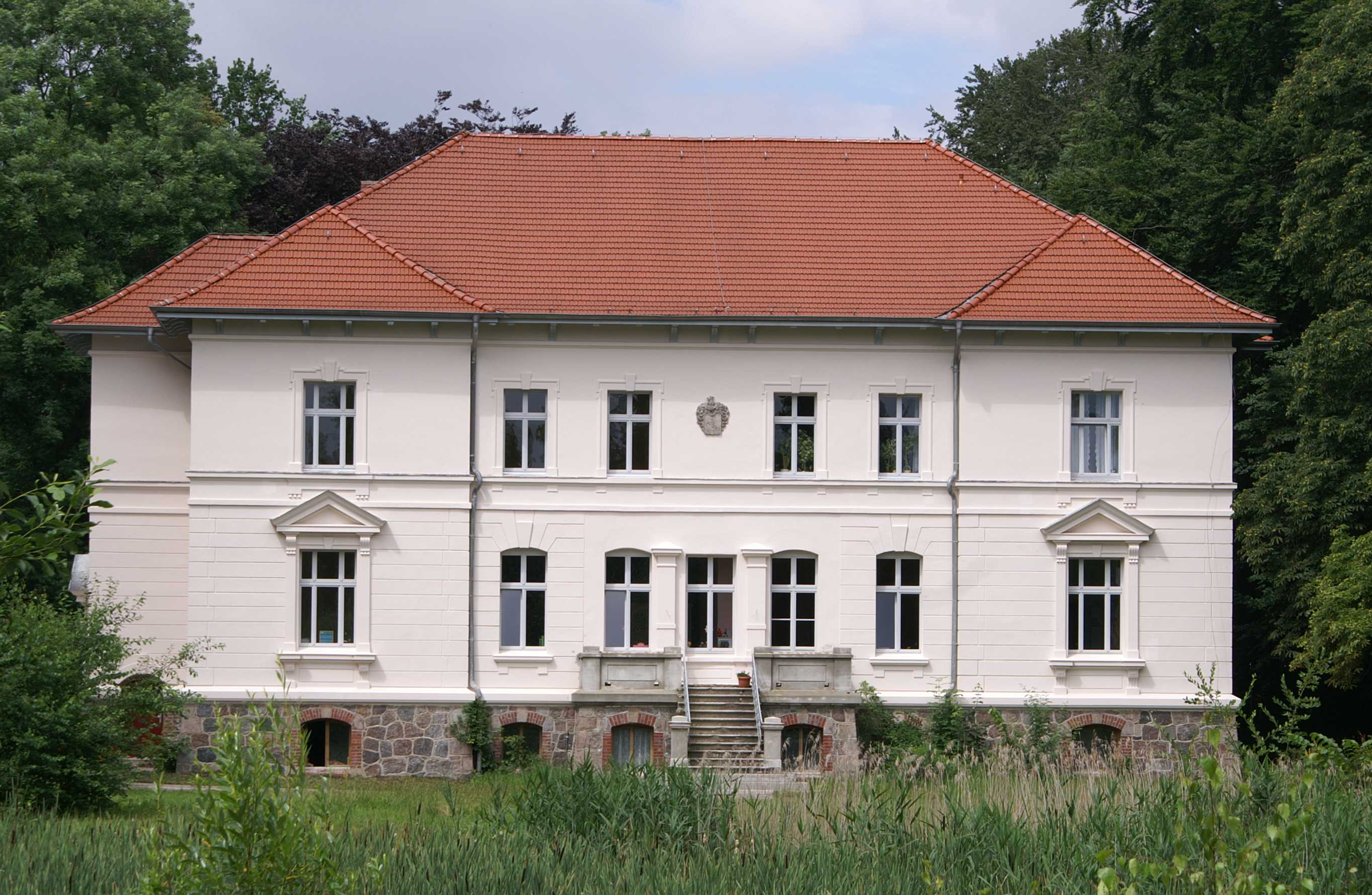
Gutshaus Klein Zastrow

## Barone von Blixen-Finecke

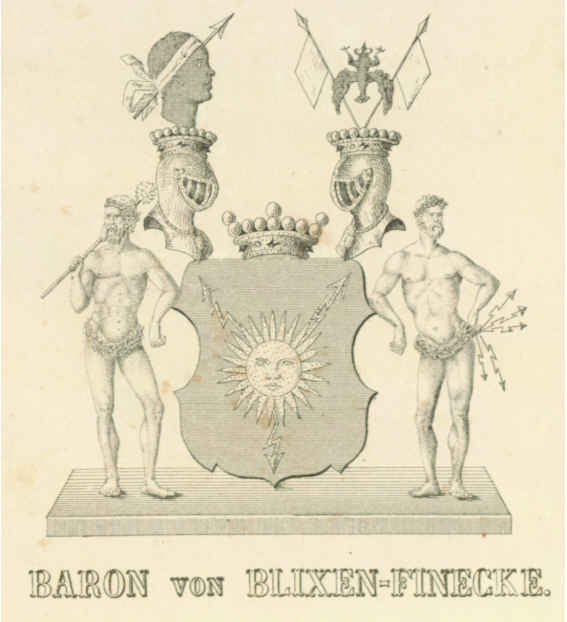
Wappen der Barone Blixen-Finecke (aus Bagmihl, Pommersches Wappenbuch, Bd. 2, 1846)

1756 erhielt Conrad Christoph von Blixen, Erbherr auf Klein Zastrow, in Vormundschaft für seinen ältesten Sohn Conrad Christian das Gut Näsbyholm in Schonen von seinem Schwiegervater, Christian Hinrich von Finecke, als Fideikommiss. 1772 wurde er in den schwedischen Freiherrenstand erhoben. Sein zweiter Sohn Carl Philipp von Blixen erhielt auf Grund einer testamentarischen Verfügung des dänischen Kammerherrn Theodosius Ernst Frederik von Finecke 1801 das Gut Dallund auf Fünen in Dänemark (in der Gemeinde Søndersø Sogn gelegen). 1802 wurde er in den dänischen Freiherrenstand (Baron) erhoben und nahm zudem den Namen Blixen-Finecke an. 
Sein Enkel Carl Frederik von Blixen-Finecke verkaufte 1848 die vorpommerschen Güter. 1915 verkaufte sein Sohn Frederik das Schloss Dallund, so dass die Hauptlinie seitdem ausschließlich auf Näsbyholm (in der historischen Provinz Malmöhus län) im südschwedischen Schonen wohnt. 
Ein Sohn aus der zweiten Ehe von Carl von Blixen-Finecke mit Augusta von Hessen-Kassel, Axel von Blixen-Finecke, erhielt 1904 von seinem Schwiegervater das Gut Hesselagergaard auf der dänischen Insel Fünen zum Geschenk, als er Bertha Castenskiold heiratete. Die Barone von Blixen-Finecke sind dort bis heute ansässig. 
Heute existieren eine schwedische Linie, die Freiherren von Blixen-Finecke auf Näsbyholm bei Trelleborg, und eine dänische Linie, die Barone von Blixen-Finecke auf Hesselagergaard, Fünen.

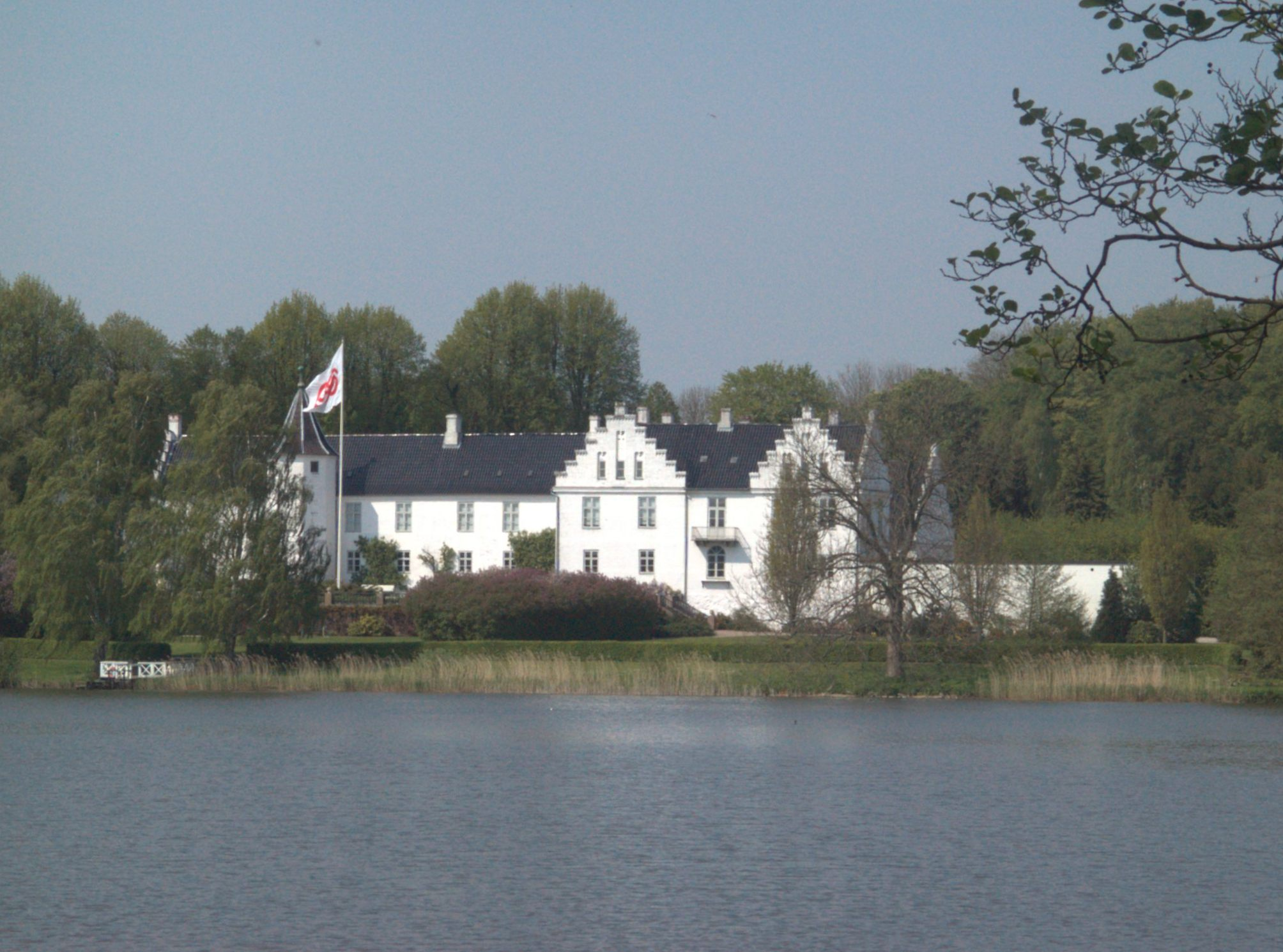
Schloss Dallund auf Fünen
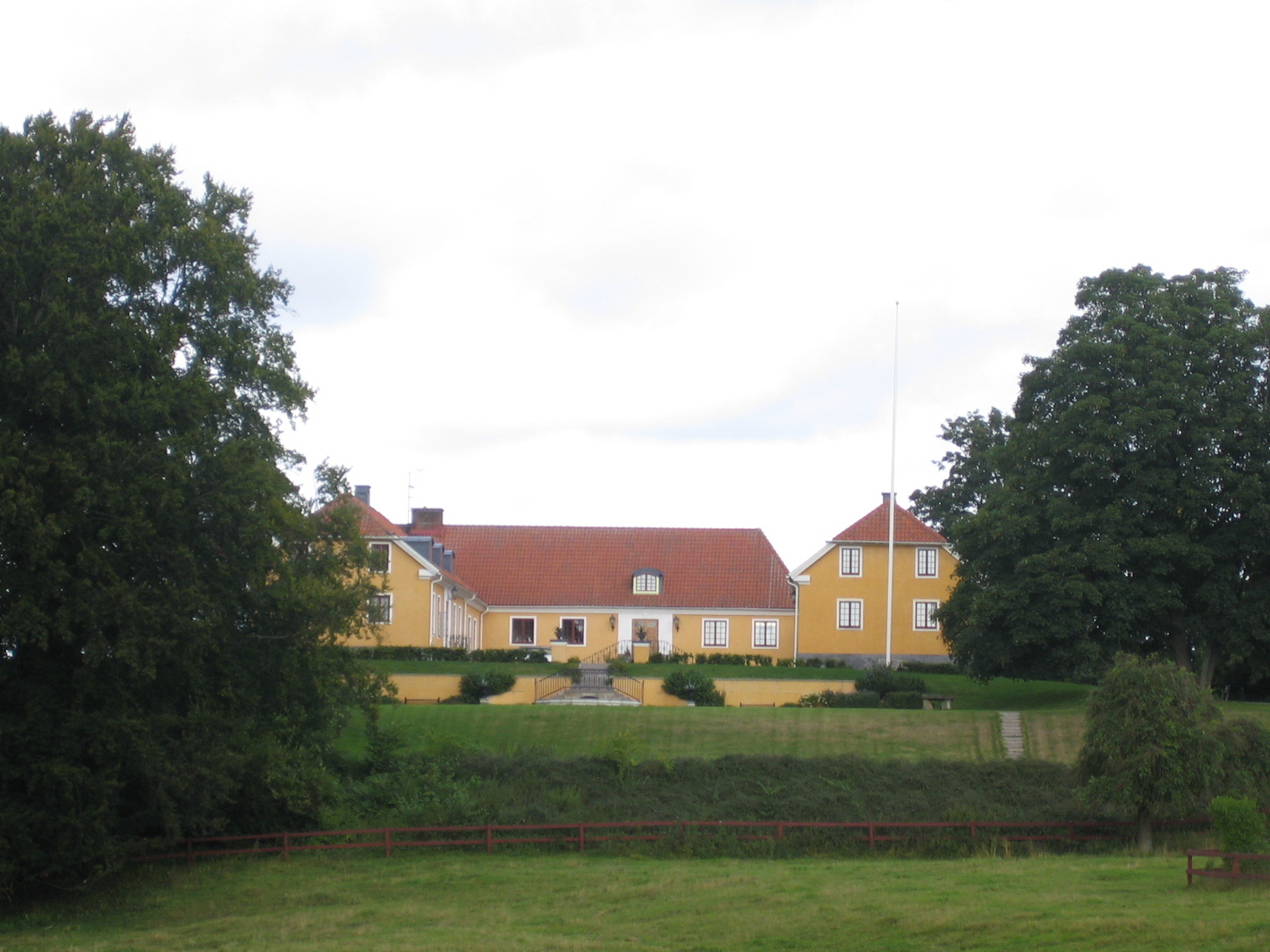
Schloss Näsbyholm in Schonen
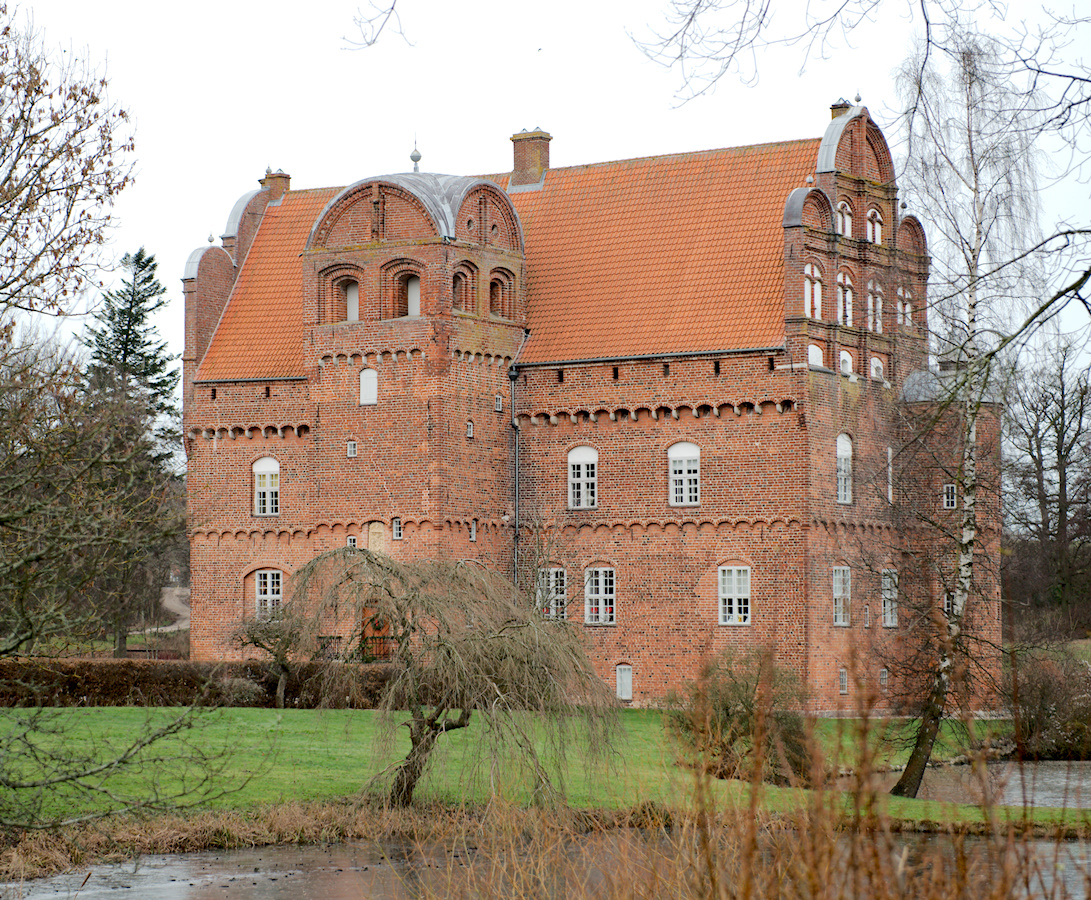
Schloss Hesselagergaard, Fünen

## Wappen
Das Stammwappen zeigt in Blau eine strahlende goldene Sonne, aus der im Schächerkreuz drei goldene Blitze zucken. Auf dem Helm mit blau-goldenen Decken ein linksgekehrter, mit silberner Stirnbinde geschmückter und von einem silbernen Pfeil von hinten durchschossener Mohrenkopf.
Das Schildbild ist ähnlich dem der pommerschen von Schmeling bzw. Blecken von  Schmeling.

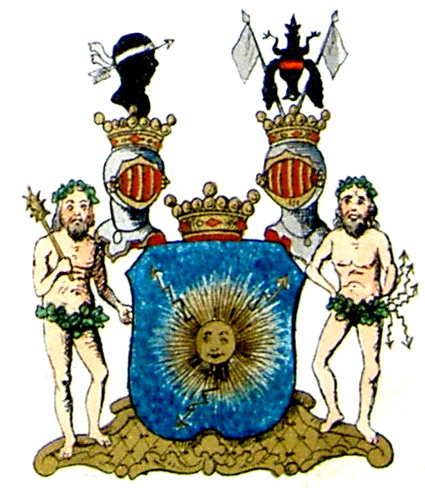
Freiherrliches Wappen
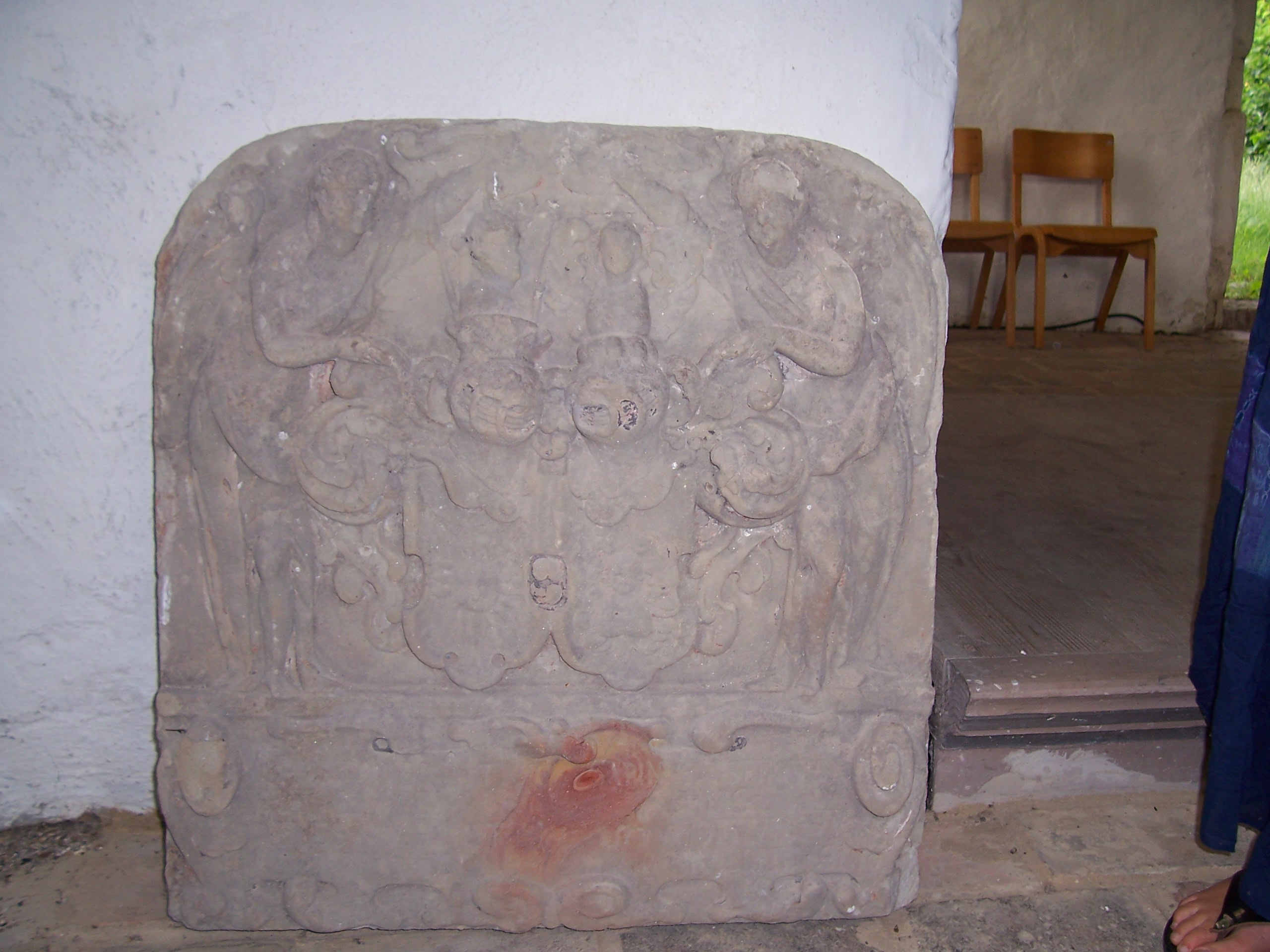
Grabstein mit Allianzwappen Blixen und Parsenow in der Kapelle Alt Jargenow

## Namensträger

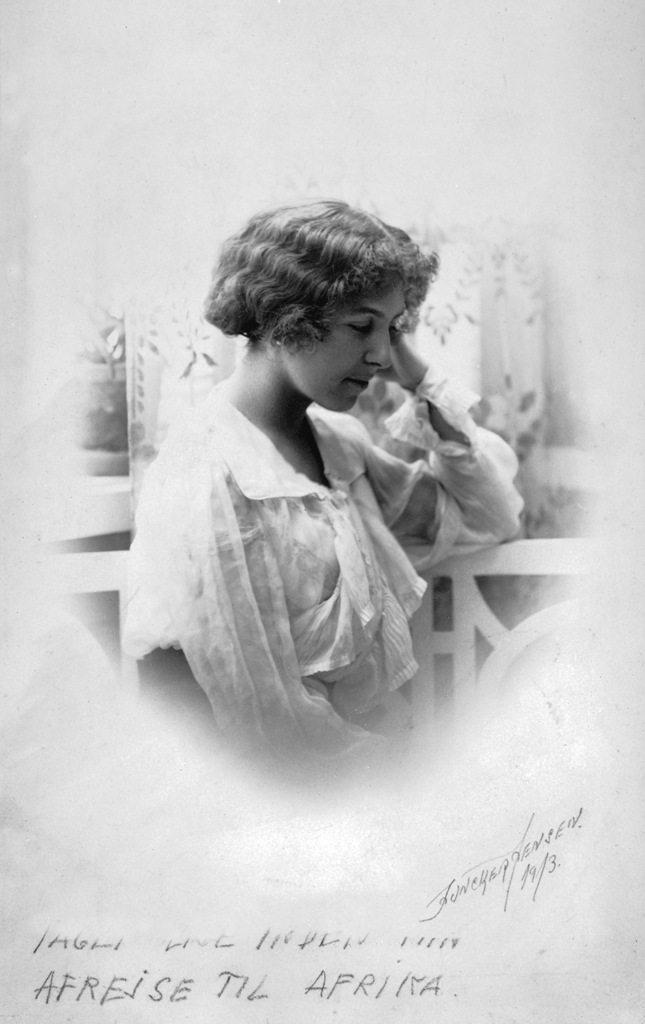
Karen v. Blixen, 1913

- Hans Christoph von Blixen (* um 1636; † vor 1720), Landrat in Schwedisch-Pommern
- Conrad Christoph von Blixen (* 1716; † 1787), schwedischer General
- Carl Philipp von Blixen (* 1749; † 1829), ab 1802 von Blixen-Finecke, schwedischer General
- Karen Christence von Blixen-Finecke, geborene Dinesen, (* 1885; † 1962), dänische Schriftstellerin, bekannt auch als Tania Blixen, Isak Dinesen, vor allem aber Karen Blixen, Autorin des Romans Out of Africa (1937, dt.: Afrika, dunkel lockende Welt), der durch seine Verfilmung Jenseits von Afrika weltberühmt wurde
- Bror von Blixen-Finecke (1886–1946) aus dem Hause Näsbyholm, schwedischer Baron und Großwildjäger in Kenia bzw. Britisch-Ostafrika, Bruder von Hans von Blixen-Finecke sen. und Ehemann der dänischen Schriftstellerin Karen Blixen (s. o.)
- Carl Frederik von Blixen-Finecke (1822–1873), schwedischer Gutsbesitzer und dänischer Politiker, Großvater von Bror und Hans von Blixen-Finecke
- Hans von Blixen-Finecke senior (1886–1917), schwedischer Dressurreiter und Jagdflieger
- Hans von Blixen-Finecke junior (1916–2005), schwedischer Vielseitigkeitsreiter und Offizier